# Typhoon (stanowisko uzbrojenia)

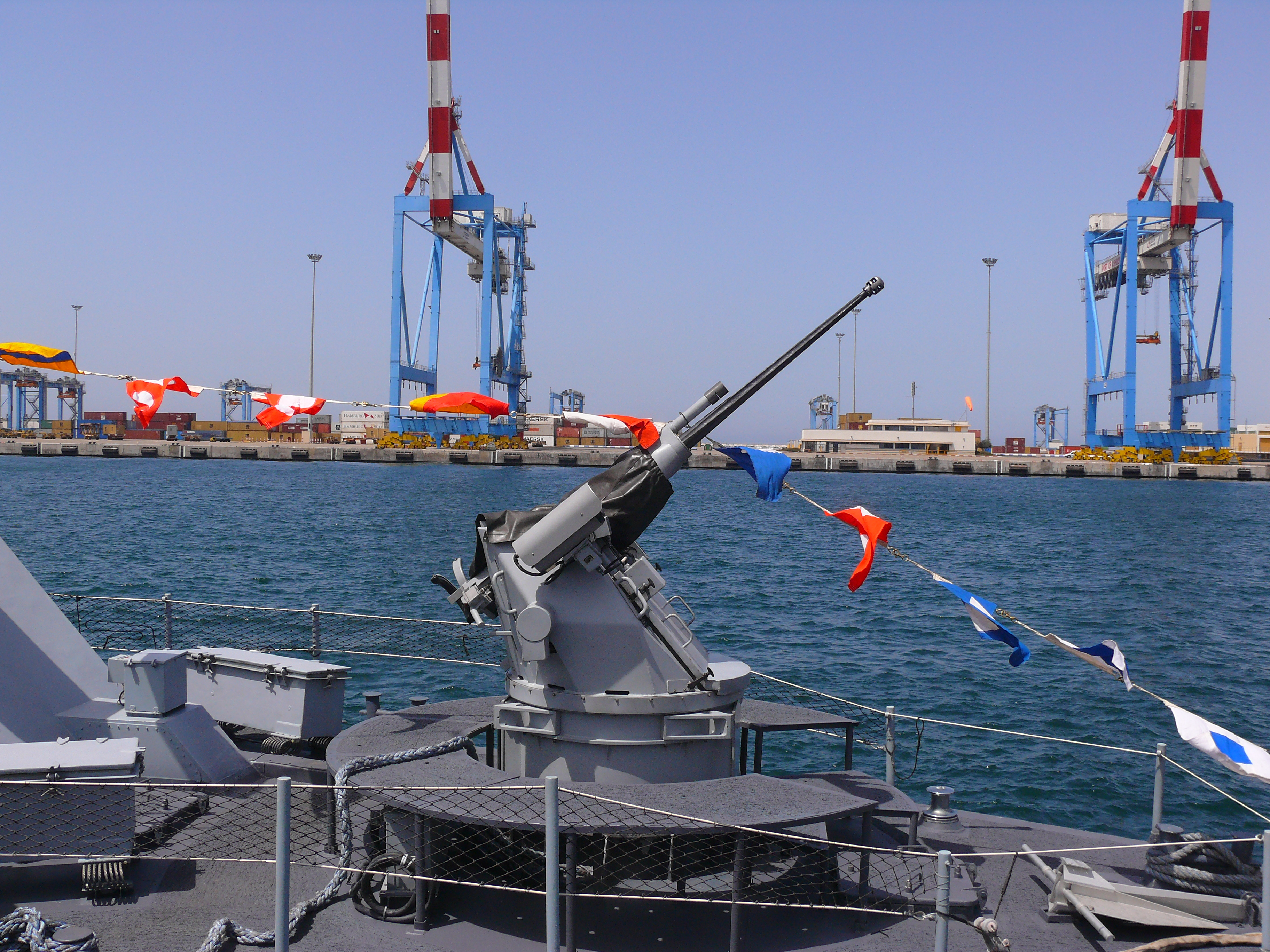
Działko kal. 25 mm na podstawie Tajfun

Typhoon (pol. Tajfun) – morska, autonomiczna, zdalnie sterowana podstawa do uzbrojenia przeciwlotniczego izraelskiej firmy Rafael of Israel. Zaprojektowana jako uzbrojenie główne małych okrętów, np. łodzi patrolowych, lub jako uzbrojenie pomocnicze na większych jednostkach, np. na fregatach, czy niszczycielach.

## Opis
Na podstawie może zostać zamontowane uzbrojenie typu CIWS, armaty automatyczne lub kierowane pociski przeciwlotnicze. System zdolny jest do działania bez potrzeby użycia zewnętrznych systemów kierowania, przeliczników artyleryjskich, radarów i systemów optycznego naprowadzania. Tajfun jest produkowany z systemem elektryczno-optycznym, posiada także baterię na wypadek braku zewnętrznego zasilania.
Pierwszy Tajfun, Mk-23, został oddany do użytku w 1997 roku.
Głównym użytkownikiem systemu są Siły Obronne Izraela, do roku 2006 zamówiły ponad 120 egzemplarzy. Mniejsze ilości są również na wyposażeniu marynarki wojennej Stanów Zjednoczonych, Australii oraz Nowej Zelandii.